# Districtul El Khroub
El Khroub este un district din provincia Constantine, Algeria.